# Sally Oppenheim-Barnes
Sarah Amelia Oppenheim-Barnes, baronne Oppenheim-Barnes, née Viner le 26 juillet 1928 à Dublin et morte le 1er janvier 2025,, est une femme politique britannique du parti conservateur.

## Biographie
Née à Dublin en 1928, Sally Oppenheim-Barnes grandit à Sheffield où son père travaille comme tailleur de diamants. Elle fait ses études au Lowther College et travaille comme assistante sociale à Londres avant d'entrer en politique.
Aux élections générales de 1970, elle bat Jack Diamond (baron Diamond) dans la circonscription de Gloucester ; Diamond est le seul ministre du Cabinet à perdre son siège à cette élection. Elle reste députée de Gloucester jusqu'en 1987 et est ministre d'État à la consommation au ministère du Commerce entre 1979 et 1982.
Oppenheim-Barnes est créée pair à vie, en tant que baronne Oppenheim-Barnes de Gloucester dans le comté de Gloucestershire, le 9 février 1989. Son fils Phillip Oppenheim est ancien député conservateur d'Amber Valley. Entre 1983 et 1987, la mère et le fils siègent simultanément à la Chambre des communes. Le 25 février 2019, elle prend sa retraite de la Chambre des lords en vertu de la House of Lords Reform Act 2014.